# Hugo Charlemont
Hugo Charlemont (* 18. März 1850 in Jamnitz, Mähren; † 18. März 1939 in Wien) war ein österreichischer Maler.

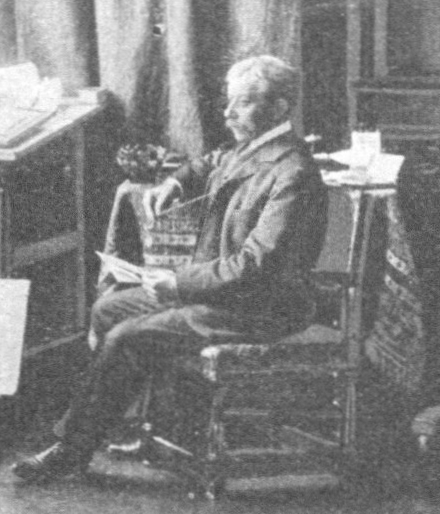
Hugo Charlemont (Ausschnitt aus einer Photographie von Anton Huber, 1902)

## Leben
Hugo Charlemont entstammte einer Künstlerfamilie. Er war der Sohn des Miniaturmalers Matthias Adolf Charlemont und der Bruder der Maler Eduard Charlemont (1848–1906) und Theodor Charlemont (1859–1938). Auch Hugos Tochter Lilly Charlemont (1890–1981) war Künstlerin.
Er studierte ab 1873 an der Akademie der bildenden Künste und war Schüler von Eduard von Lichtenfels. Bei Arthur William Unger erlernte er Drucktechnik und die Kunst der Radierung. Später bildete er sich bei seinem Bruder Eduard und bei Hans Makart künstlerisch weiter. Charlemont machte einige Studienreisen in die Niederlande und hielt sich mehrere Jahre in Venedig auf. Hugo Charlemont ist das Vorbild des Malers van Helmond in Robert Musils Roman Der Mann ohne Eigenschaften. Alice Charlemont, die ältere Tochter Hugo Charlemonts, kehrt im Roman als Clarisse wieder.

## Leistung
Bei seinen Zeitgenossen galt Hugo Charlemont als vielseitiges Talent. Er widmete sich den verschiedensten Bildthemen, wie der Landschafts-, Stillleben-, Tier-, Genre- oder Porträtmalerei. Neben Ölbildern schuf er auch zahlreiche Aquarelle und Gouachen. Am bemerkenswertesten erscheinen seine Landschaften, die in einem impressionistischen Stil gehalten sind. Die häufigsten Motive sind von der Insel Brioni, wo er Stammgast war, etwa 150 Werke aus diesem Themenkreis, darunter große Gemälde für die Ausstattung der Hotels. Von den Neuerungen der Modernen Kunst ließ sich Charlemont allerdings nicht beeindrucken; er blieb auch im 20. Jahrhundert seinem Stil treu.
Er ruht in einem ehrenhalber gewidmeten Grab auf dem Döblinger Friedhof (Gruppe 23, Reihe 12, Nummer 13) in Wien.

## Werke
- Interieur einer Hammerschmiede (Wien, Österreichische Galerie Belvedere, Inv. Nr. 2784), 1883, Öl auf Holz, 48,5 × 70 cm
- Landstraße mit Birkenallee (Wien, Österreichische Galerie Belvedere, Inv. Nr. 253), 1894, Öl auf Holz, 68 × 100 cm
- Park einer vornehmen Wiener Villa (Wien Museum), 1902, Öl auf Leinwand, 145 × 100 cm
- Junge Frau mit Azaleenstock (Wien Museum), 1928, Öl auf Leinwand, 68 × 83 cm
- Illustrationen zum „Kronprinzenwerk“ (Die Österreichisch-ungarische Monarchie in Wort und Bild), 1885–1902
- Aulandschaft mit Teich (Private Sammlung in Colorado), 1922, Öl auf Leinwand, 36 × 26 cm